# 越後味噌
越後味噌（えちごみそ）は、新潟県の旧・越後国地域で作られる味噌。同じ県内の佐渡味噌とは区別される。
精白した丸米を使っているため、特に上越地方のものは米粒が味噌の中で浮いているように見え、浮麹味噌とも呼ばれる。

## 特徴
越後味噌は赤色系の辛口味噌に分類される。CIEのxyY表色系のx値が高い、色調がきれいで冴えた赤みのものが品評会では高く評価される。市販品の同Y値は17 - 18%程度である。また、発酵香が重視され、アルコール量が1.5%以上だと過発酵、0.5%以下だと発酵不足とされ、異臭は嫌われる。塩なれしてうま味と甘味のバランスが良く、ザラつきのない食感のものが好まれる。
蒸し煮した大豆を冷却せずに食塩と混ぜて濾し網で粉砕し、製麹後に塩切り（塩との混合）を行わずに温度を下げて余分な水分を飛ばす事により、麹の抜け殻が生じて「浮麹」が得られる。浮麹は、麹菌の菌糸が米粒の組織と絡まって袋状になったもので、味噌10gあたり40個ほどの麹の完全粒があると目視で十分に確認できる。
上越地方では大豆と米麹の混合比が10:9 - 1:1と後者の比率を高めにしており、さらに全体の赤みを薄くしていたため、麹がよりはっきりと浮いて見える傾向があった。明治時代にはこの比率が5:6となる場合もあり、黄金味噌と呼ばれていたという。新潟市など下越地方では大豆と米麹の比率が10:7程度という時期もあり、鮮やかな赤色が特徴的だった。

## 製法
大粒で炭水化物含有量が多く、吸水性が高く日本産の大豆が原料として適している。精選、研磨、洗浄を行った後に、蒸し煮する。40℃まで放冷された大豆30 - 50粒の硬度は500g程度が適正で、それより高いと味噌がザラつき、低いと粘りが出て発酵が遅くなる。また大豆の水分が65%以上だとおから臭の発生やうま味減少、57%以下だと色調のくすみなどの問題がそれぞれ生じるため、水分は58 - 64%の範囲となる事が望ましい。大豆は1 - 3mm目の濾し網で粉砕し、この粉砕工程が越後味噌の特徴である。
原料米には様々な品種のものが使われる。精米後に洗浄して夾雑物を除き、3時間から1晩かけて浸水させ、デンプンの糊化が完全に進行するよう十分な水分を含ませる。水切り後の吸水率は25 - 28%が理想的とされる。この米を蒸し、芯がなくなり香味が良く、適度な弾力を有する状態に蒸し上げる。インディカ米など吸水性の低い原料米を用いる場合は、二度蒸しなどが行われる。
種麹は製造者ごとに設備に適合したものが選ばれ、蒸米と混合して温度30°C前後、湿度90 - 93%で40 - 45時間かけて製麹を行う。得られた米麹のアミラーゼは通常は越後味噌醸造に十分な量があるが、pH=6程度の微酸性プロテアーゼは米麹1gあたり100 - 120単位が必要となる。
蒸し煮大豆と米麹を5:4の比率で、さらに塩分濃度12.5%となるように塩も混合して仕込み、30°Cなら80 - 90日、35°Cなら30 - 40日を目安に発酵・熟成を行う。混合の際に塩分濃度のバラつきを±0.5%以内に抑える事が酸敗を防ぐ要点となるが、混合時間を長く取り過ぎると粘りが出て色調が悪くなる。

## 歴史
伝承によれば、永禄7年（1564年）に山王堂の戦いなどのため関東地方に出兵した上杉謙信が野田地方で味噌作りの技術を兵に習得させ、これが本拠地の越後国に広まったとされる。一方、味噌のような形で大豆を加工した保存食は、それ以前にも越後国にあったと見られる。
現代まで残っている製造者としては、長岡市の上州屋醸造所が牧野忠成の転封にともなって上野国から元和4年（1618年）に長岡に移り、味噌を製造してきたとされる。農家で自家消費用に味噌が製造されていた他には、同様に軍事用食糧を準備するため城下町で味噌作りが進められ、村上藩や新発田藩などでも製造販売が行われていた。
明治時代になると株仲間の解散などで味噌の製造販売は自由になり、長期保管が可能なため相場の変動を受けにくい点などが中小規模の地主らに評価され、新潟市などで多くの製造者が誕生した。カムチャツカ半島や千島列島、北海道などに北洋漁業や移住者向けの食料として出荷され、これが1944年頃まで続いたという。また、関東大震災後に関東地方へ出荷されていたが、第二次世界大戦中に出荷が中断し、1936年頃の年間5,000トンを戦前のピークとして生産量は減少していった。
1950年に配給統制令が解除されると東京都や北関東、南東北への出荷とともに生産が増え、1971年には22,823トンが生産されている。同年の佐渡味噌と合わせた新潟県の味噌生産量は4万トンを超え、長野県に次ぐ2位となっていた。1972年の全国味噌鑑評会では、赤辛口系味噌のグループで秀を得た8点中5点が越後の浮麹味噌であり、高い評価を受けている。2009年の調査では新潟県の味噌生産量は11,925トンまで減少しており、これは全国6位に当たる。